# María José Prieto
Pour les articles homonymes, voir Prieto.
María José Prieto Larraín (née le 20 février 1977 à Santiago) est une actrice chilienne.

## Filmographie

### Télévision
| Series Telé | Series Telé         | Series Telé        | Series Telé |
| Année       | nom de la série     | rôle               | Chaîne      |
| ----------- | ------------------- | ------------------ | ----------- |
| 1998        | A todo dar          | Maite del Río      | Mega        |
| 1999        | Algo está cambiando | Javiera Risopatrón | Mega        |
| 2001        | Corazón Pirata      | Natalia Condell    | Canal 13    |
| 2003        | Machos              | Mónica Salazar     | Canal 13    |
| 2004        | Tentación           | Tania Donoso       | Canal 13    |
| 2005        | Gatas y Tuercas     | Violeta López      | Canal 13    |
| 2007        | Vivir con 10        | Olimpia Solé       | Chilevisión |
| 2008        | Mala Conducta       | Flavia Inostroza   | Chilevisión |
| 2012        | Separados           | Claudia Armstrong  | TVN         |
| 2014        | Mamá Mechona        | Valeria García     | Canal 13    |